# Hawker Hunter
Hawker Hunter var ett enmotorigt brittiskt dagjaktflygplan och senare jackattackflygplan utvecklat av Hawker Aircraft runt decennieskiftet 1950. Hawker Hunter kunde flyga snabbare och högre än alla tidigare brittiska jaktflygplan. Den 7 september 1953 satte testpiloten Neville Duke hastighetsrekordet 1 172 km/h i en Hunter som därmed blev världens snabbaste jetflygplan under en kort period. Hunter har tillverkats i 1 972 exemplar och har tjänstgjort i 19 olika flygvapen.

## Utveckling
Redan innan andra världskriget var slut började många flygplanstillverkare skissa på ersättare till det första brittiska jetjaktflygplanet, Gloster Meteor. En av dem var Sydney Camm som redan var en legendarisk flygplanskonstruktör med konstruktioner som Hurricane, Typhoon och Sea Fury bakom sig. Hans första försök, Hawker Sea Hawk, var ett robust och pålitligt flygplan, men raka vingar och den relativt svaga motorn Rolls-Royce Nene satte begränsningar. Även om Royal Navy köpte flygplanet så var flygvapnet inte intresserat. För att förbättra prestandan konstruerade Camm en prototyp (P.1052) som i stort sett var en Sea Hawk med vingarna svepta 35° bakåt. Den presterade bra, men trots flera ytterligare förbättrade prototyper var flygvapnet inte intresserade. Det var först när Camm konstruerade ett flygplan runt den kraftfullare motorn Rolls-Royce Avon som han lyckades uppfylla flygvapnets krav. Avon hade inte bara mer dragkraft än Nene, den hade även axialkompressor vilket gjorde den betydligt slankare än motorer med centrifugalkompressor. Därmed kunde även flygplanet göras slankare. För att försäkra sig mot problem med Avon-motorn konstruerades även en alternativ version med den konkurrerande Sapphire-motorn.
Till en början gick utvecklingsarbetet trögt, men Koreakrigets utbrott satte fart på saker. Det nya sovjetiska jaktflygplanet MiG-15 var en obehaglig överraskning och Winston Churchill beordrade att utvecklingen av Hawker Hunter skulle ges högsta prioritet. Den 20 juli 1951 genomförde den första prototypen sin jungfruflygning. Produktionsmodellen flög första gången 16 maj 1953 och i juli 1954 togs den i tjänst i Royal Air Force. Nya versioner med starkare motorer, efterbrännkammare och andra förbättringar följde under andra hälften av 1950-talet. Hawker Hunter var dock inte konstruerad för överljudsfart, även om den kunde passera ljudvallen i dykning, och började därför att ersättas i jaktrollen av den betydligt kraftfullare English Electric Lightning under 1960-talet. Hawker Hunters historia var dock inte över i och med det. I stället började RAF att använda Hunter som attackflygplan beväpnad med bomber och raketer. Även en spaningsversion byggdes. På 1970-talet började Hawker Hunter att ersättas även i den rollen av Hawker Siddeley Buccaneers, Hawker Siddeley Harriers och McDonnell Douglas F-4 Phantom IIs. Dubbelsitsiga skolversioner avsedda att utbilda besättningar för Buccaneers fanns kvar i tjänst tills de pensionerades tillsammans med Buccaneers 1994.

## Konstruktion
Hunter konstruerades ursprungligen som ett jaktflygplan och var när det togs i tjänst överlägset alla tidigare brittiska jaktflygplan när det gällde prestanda. Den var även konstruerad för att kunna laddas och tankas snabbt för att kunna komma upp i luften igen så snabbt som möjligt. Till exempel så laddades kanonerna om genom att hela paketet med de fyra automatkanonerna togs bort och ett nytt fulladdat paket sattes på plats. Varje kanon laddades med 100 patroner. De första versionerna hade problem med att tomhylsor från kanonerna kunde sugas in i luftintagen och förstöra motorn. I senare versioner löstes det genom att tomhylsorna samlades upp i två stycken gondoler under flygkroppen. Kombinationen av fyra stycken 30 mm kanoner visade sig vara en extremt kraftfull beväpning. De fyra kanonerna kunde tillsammans avfyra 17 kg granater under en sekund vilket var mer än tillräckligt för att förstöra även ett tungt bombflygplan.
Hawker Hunter var helt byggd i metall med självbärande flygkropp. Vingarna är pilvingar som är svepta 35° bakåt. Flygplanet består av sju huvuddelar; Främre flygkropp med cockpit, kanonpaketet med automatkanonerna, mittre flygkropp med luftintag och vingfästen, bakre flygkropp med motorn, stjärten med fena och stabilisatorer samt höger och vänster vinge. Dessa delar tillverkas separat och är individuellt utbytbara.

## Användning

### Indien
Indien köpte 1954 in 140 stycken Hunters som en del av en större vapenaffär med Storbritannien. När Kinesisk-indiska kriget bröt ut 1962 hade Indien ett av de starkaste flygvapnen i Asien där Hawker Hunter var det huvudsakliga jaktflygplanet. Hawker Hunter visade sig vara överlägsen de kinesiska MiG-15 och MiG-17 och det indiska luftherraväldet avskräckte Kina från att genomföra bombflygningar mot mål i Indien. När Indiens Hunters och Gnats ställdes mot mot Pakistans Sabres och Starfighters under Indo-pakistanska kriget 1965 var de inte längre överlägsna i luften och utgången av luftkriget blev i princip oavgjort. Även under Indo-pakistanska kriget 1971 satte Indien in sex divisioner Hunters, men då främst i attackrollen. Mellan 4 och 7 december 1971 lyckades sex indiska Hunters stoppa en pakistansk mekaniserad brigad som anföll vid Longewala i Thar. Efter kriget började Indien leta efter en ersättare för sina ålderstigna Hunters. Bland alternativen fanns franska Mirage F1 och svenska Viggen. På grund av budgetproblem köpte man bara in 200 brittiska Jaguars vilket inte var tillräckligt för att ersätta alla Hunters. De sista indiska Hunter-flygplanen ersattes 1996 av Suchoj Su-30MK.

### Irak
Mellan 1964 och 1975 köpte Irak in brittiska Hunters för att användas som attackflygplan. De visade sig vara effektivare i den rollen än de MiG-17 som Irak dittills använt. Irakiska Hunters sattes in i strid mot Israel under sexdagarskriget 1967 och det efterföljande utnötningskriget, ofta från baser i Syrien och Egypten. De kom att täcka upp för de jordanska Hunters som förstördes på marken av israeliska flygvapnet i början av kriget.

### Libanon
Libanons flygvapen har använt Hunters sedan 1958 och de har satts in i strid i bland annat sexdagarskriget 1967 och inbördeskriget i Libanon. Under 1980-talet togs de flesta flygplanen ur bruk och placerades i malpåse. I augusti 2007 beslutade man att upprusta ett antal Hunters för att sättas in mot Fatah al-Islam och i november 2008 var fyra stycken Hunters åter i aktiv tjänst. Dessa pensionerades slutligen år 2014.

### Rhodesia
I slutet av 1950-talet och början av 1960-talet byggde Sydrhodesia upp ett respektingivande flygvapen med Vampires, Hunters och Canberras. Rhodesias Hunters användes flitigt som attackflygplan under bushkriget. Efter att Rhodesia blev Zimbabwe 1980 fortsatte flygvapnet att använda Hunters i andra Kongokriget och Moçambikiska inbördeskriget. Rhodesiska piloter flög även Hunters åt Siad Barre i Somalia under 1980-talet.

### Schweiz

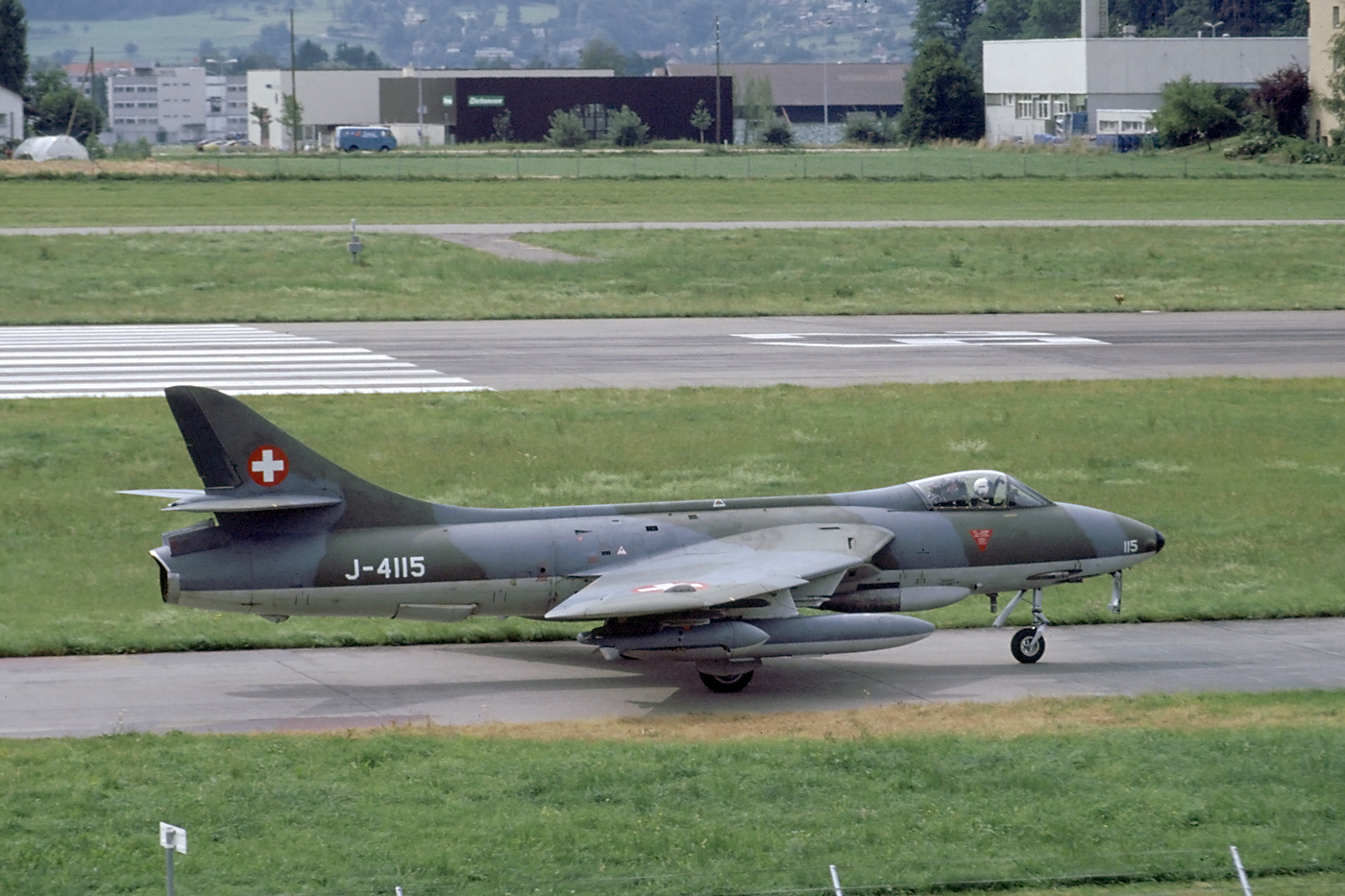
En schweizisk Hunter startar från flygbasen i Dübendorf under övningen Flugmeisterschaften, augusti 1984.

År 1957 började Schweiz försvarsmakt utvärdera flera olika flygplan, bland annat North American F-86 Sabre, Folland Gnat och Hawker Hunter. I januari 1958 valde Schweiz att köpa in 100 stycken Hunters för att ersätta sina Vampires, varav de 12 första var begagnade brittiska flygplan medan resten var fabriksnya. Ytterligare 60 Hunters köptes in under 1970-talet. Schweiz har också moderniserat sina Hunters i flera omgångar, bland annat med moderna motmedel och kapacitet att bära AIM-9 Sidewinder, AGM-65 Maverick och multipelbomber. De ersattes i jaktrollen i början av 1970-talet av Mirage III och Tiger II men fortsatte att användas som attackflygplan tills de ersattes av F/A-18 Hornet i slutet av 1990-talet. De flesta Hunters var då fortfarande i gott skick och många såldes på den civila marknaden i stället för att skrotas.

### Singapore
Ganska snart efter sin självständighet 1965 började Singapore att bygga upp en stark försvarsmakt, bland annat genom inköp av 48 stycken Hunters 1968. Storbritannien fick utstå hård kritik för försäljningen eftersom man tidigare vägrat att sälja Hunters till Malaysia. I slutet av 1970-talet moderniserade Singapore sina Hunters med bland annat flera vapenbalkar och förmågan att bära jaktroboten AIM-9 Sidewinder. Uppvisningsgruppen RSAF Black Knights flög Hunters från 1973 till 1989. Singapore tog sina Hunters ur tjänst 1992 då de i praktiken redan var ersatta av F-16 Falcon och A-4 Skyhawk.

### Storbritannien
Hunter togs i tjänst i Royal Air Force i juli 1954 och ersatte Gloster Meteor och North American Sabre. Den visade sig även vara överlägsen den samtida Supermarine Swift och likvärdig med Gloster Javelin även om den saknade Javelins allvädersförmåga. Eftersom Hawker Hunter var ett av få jaktflygplan som kunde mäta sig med Canberra så användes Hunters för att eskortera Canberras under Suezkrisen. Hawker Hunters räckvidd var dock för kort för att effektivt användas som eskortjaktplan. Däremot användes de som attackflygplan under Bruneirevolten 1962, Indonesien–Malaysia-konflikten 1963–1966 och Adenkrisen 1964–1967. Många Hunters var även baserade i Tyskland som en del av Royal Air Force Tyskland.
På grund av sina rena linjer och goda manöverbarhet var Hawker Hunter ett populärt flygplan för avancerad flygning. RAF hade två uppvisningsgrupper som båda använde Hawker Hunter; Black Arrows (111 Squadron) och Blue Diamonds (92 Squadron). I september 1958 genomförde Black Arrows en roll med 22 stycken Hunters i formation, vilket fortfarande är gällande rekord.

### Sverige

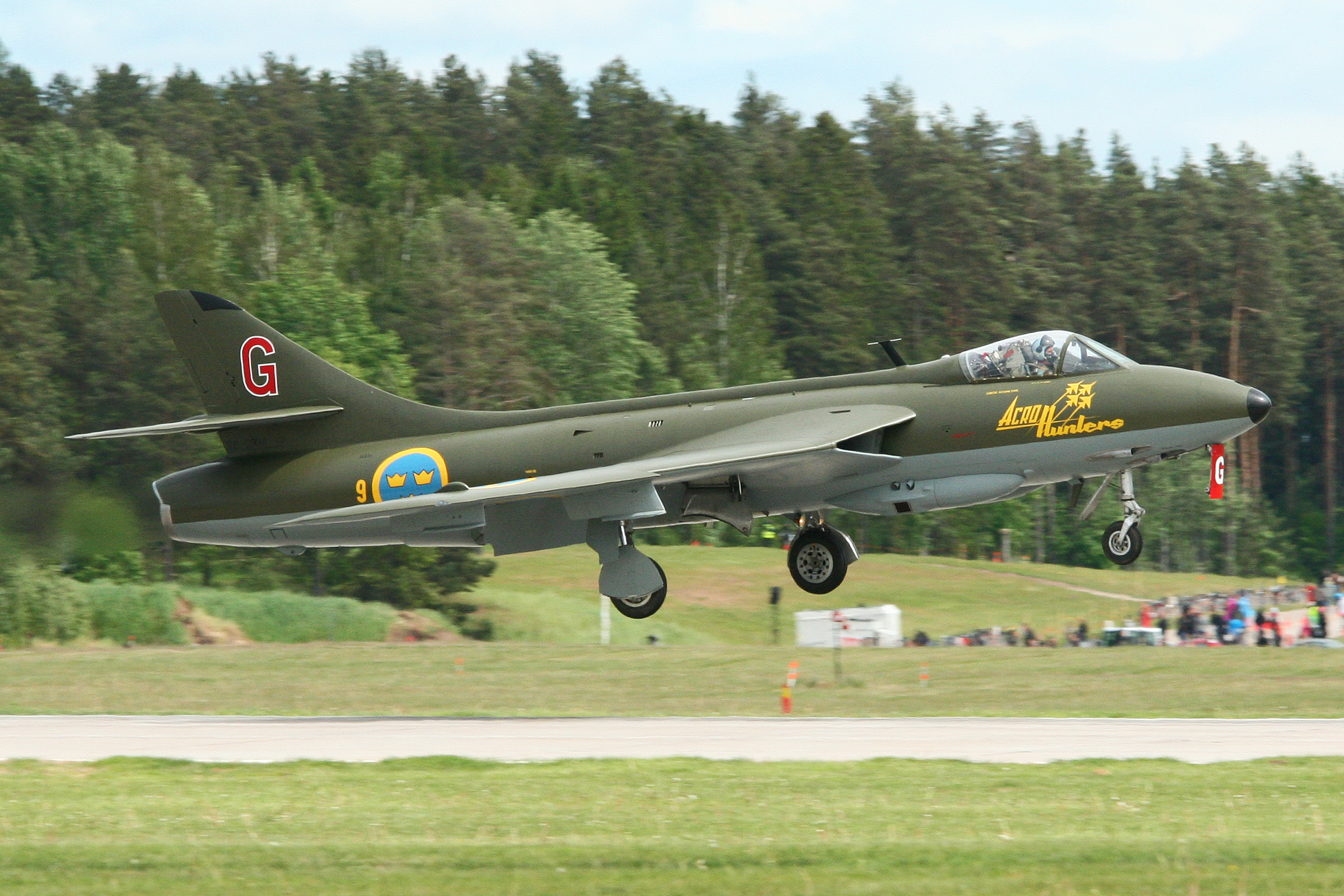
Hawker Hunter vid Malmen, juni 2012.

I början av 1950-talet såg Flygvapnet ett behov av ett jaktflygplan som kunde nå fientliga bombflygplan på högre höjd än vad J 28 Vampire och J 29 Tunnan klarade av. Den rollen skulle fyllas av J 35 Draken, men eftersom leveranserna av den skulle dröja några år tecknade Flygvapnet 1954 ett kontrakt på 120 stycken Hunter Mk.50 (exportversion av Hunter F.4) som började levereras i augusti 1955. Sverige blev därmed den första exportkunden att ta Hawker Hunter i tjänst.  Flygplanet fick benämningen J 34 och kom att tjänstgöra vid Svea flygflottilj (F 8) och Södertörns flygflottilj (F 18), som en del i försvaret av Stockholm. Sverige, Singapore och Schweiz är de enda länder som har beväpnat sina Hunters med jaktrobotar i form av AIM-9 Sidewinder.
Flygvapnets flyguppvisningsgrupp Acro Hunters flög fem J 34:or i början av 1960-talet. J 34:orna kom från och med 1959 att successivt ersättas med J 35 Draken. De kvarvarande flygplanen omfördelades under 1960-talet till Göta flygflottilj (F 9) och Skånska flygflottiljen (F 10). År 1969 togs de sista flygplanen ur tjänst.
Swedish Air Force Historic Flight äger en Hawker Hunter Mk.58 med civilt registreringsnummer SE-DXM. Detta flygplan kommer ursprungligen från Schweiz och dess flygvapen, men är sedan 2010 målat som ett flygplan från Göta flygflottilj (F 9) och märkningen Acro Hunters som var en uppvisningsgrupp som bildades på F 18. Denna märkning följde med när J 34 flyttades från F 18 till F9 och J 34 ersattes av J 35 på F18.   .

## Varianter

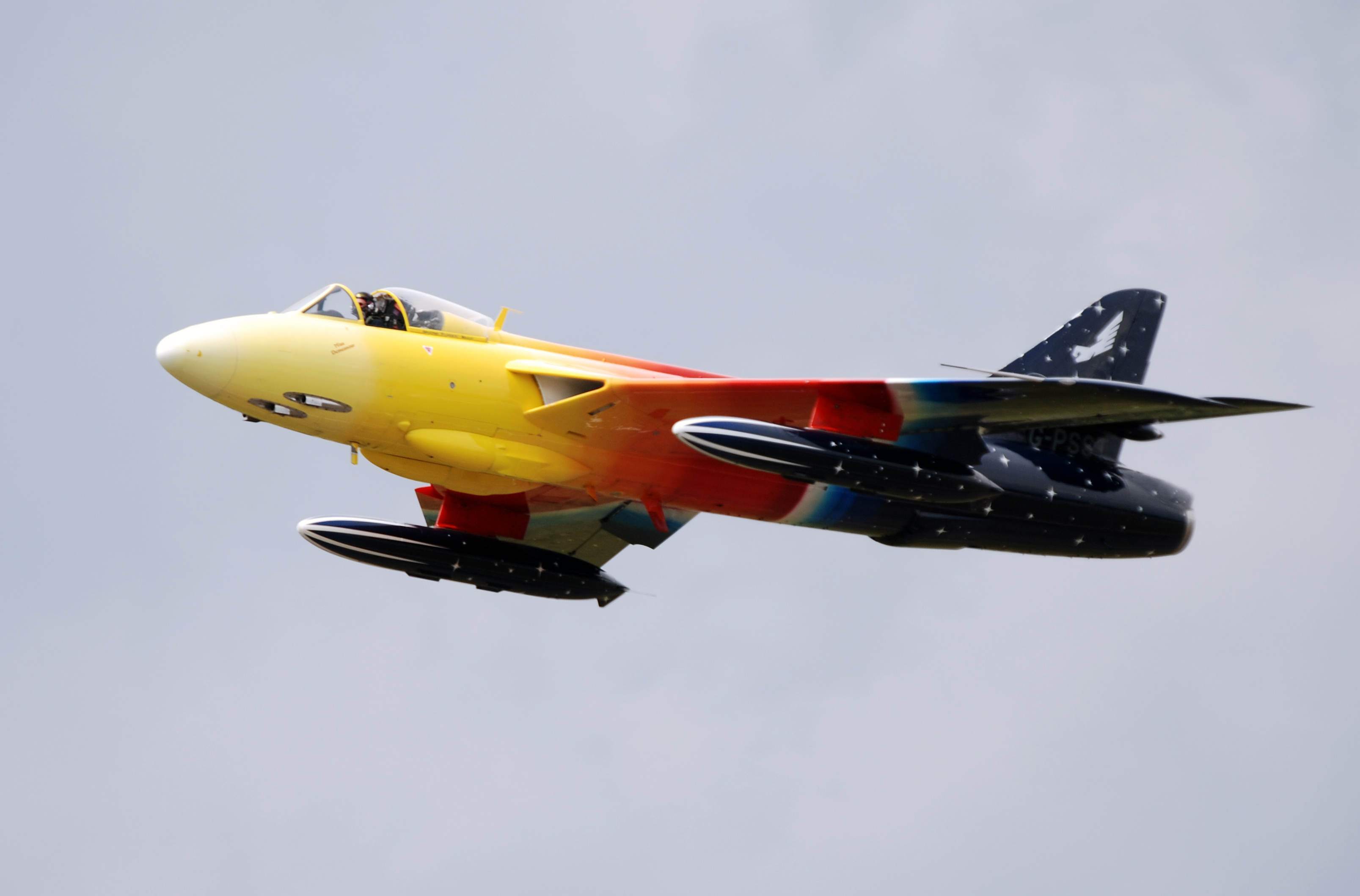
Många Hunters som tagits ur tjänst har sålts på den civila marknaden i stället för att skrotas.

- P.1067 – Prototyper. Tre byggda. Två med Rolls-Royce Avon och en med Armstrong Siddeley Sapphire
- F.1 – Första produktionsserien med Avon 113. 139 byggda.
- F.2 – Andra produktionsserien med Sapphire 101. 45 byggda.
- F.3 – Testflygplan för prov med efterbrännkammare. En ombyggd av P.1067.
- F.4 – Förbättrad version med hylsfångare till kanonerna, förstärkta vingar, större bränslemängd och möjlighet att bära bomber och raketer. 557 byggda.
- F.5 – Som F.4 men med Sapphire-motor. 105 byggda.
- F.6 – Som F.4 men med en starkare Avon 113-motor och något större vingyta.
- T.7 – Tvåsitsig skolversion baserad på F.4. Bara en 30 mm kanon och bromsskärm monterad bakom fenan. 93 byggda varav 28 ombyggda från F.4.
- T.8 – Som T.7 men med möjlighet att avfyra attackroboten AGM-12 Bullpup. 41 byggda varav 10 ombyggda från F.4.
- T.8M – T.8 med Blue Fox radarn från Sea Harrier. Användes för utbildning av Harrier-piloter. Tio ombyggda från T.8
- FGA.9 – Renodlad attackversion med förstärkta vingar och vapenbalkar. 144 byggda varav 12 ombyggda från F.6.
- FR.10 – Fotospaningsversion med bibehållen kanonbeväpning. 33 ombyggda från F.6.
- GA.11 – Målflygplan med strålkastare. 40 ombyggda från F.4.
- T.12 – Testflygplan för utprovning av system till TSR-2. En ombyggd från F.6.
- F.50 – Exportversion av F.4 för Sverige. I Sverige kallad J 34. 120 byggda. Ett provflygplan försågs med efterbrännkammare av Volvo Flygmotor.
- F.51 – Exportversion av F.4 för Danmark. 30 byggda.
- T.53 – Exportversion av T.7 för Nederländerna. Fyra byggda vara två konverterade från T.7.
- F.56 – Exportversion av FGA.9 för Indien. 213 byggda varav 76 ombyggda från F.6.
- F.58 – Exportversion av FRA.9 för Schweiz. Förlängda hylsfångare med utrymme för motmedel. 152 byggda varav 64 ombyggda från F.6 eller GA.11.
- T.66 – Exportversion av T.7 för Indien, Jordanien och Libanon. Har till skillnad från T.7 två automatkanoner. 46 byggda varav 23 ombyggda från F.6.
- T.68 – Exportversion av T.7 för Schweiz. Identisk med T.66 förutom förmågan att bära Sidewinder-robotar. 8 byggda.